# シデ
シデ（四手、椣）は、カバノキ科クマシデ属（学名：Carpinus）の総称である。

## 形態
広葉樹で何れも落葉性。比較的小型の物が多く、10m未満の種もしばしば見られ樹高は最大でも20m程度。樹形は比較的低い位置から幹を分岐させ、しばしば株立ち状になる。樹皮は比較的滑らかで色は灰色系のものが多い。

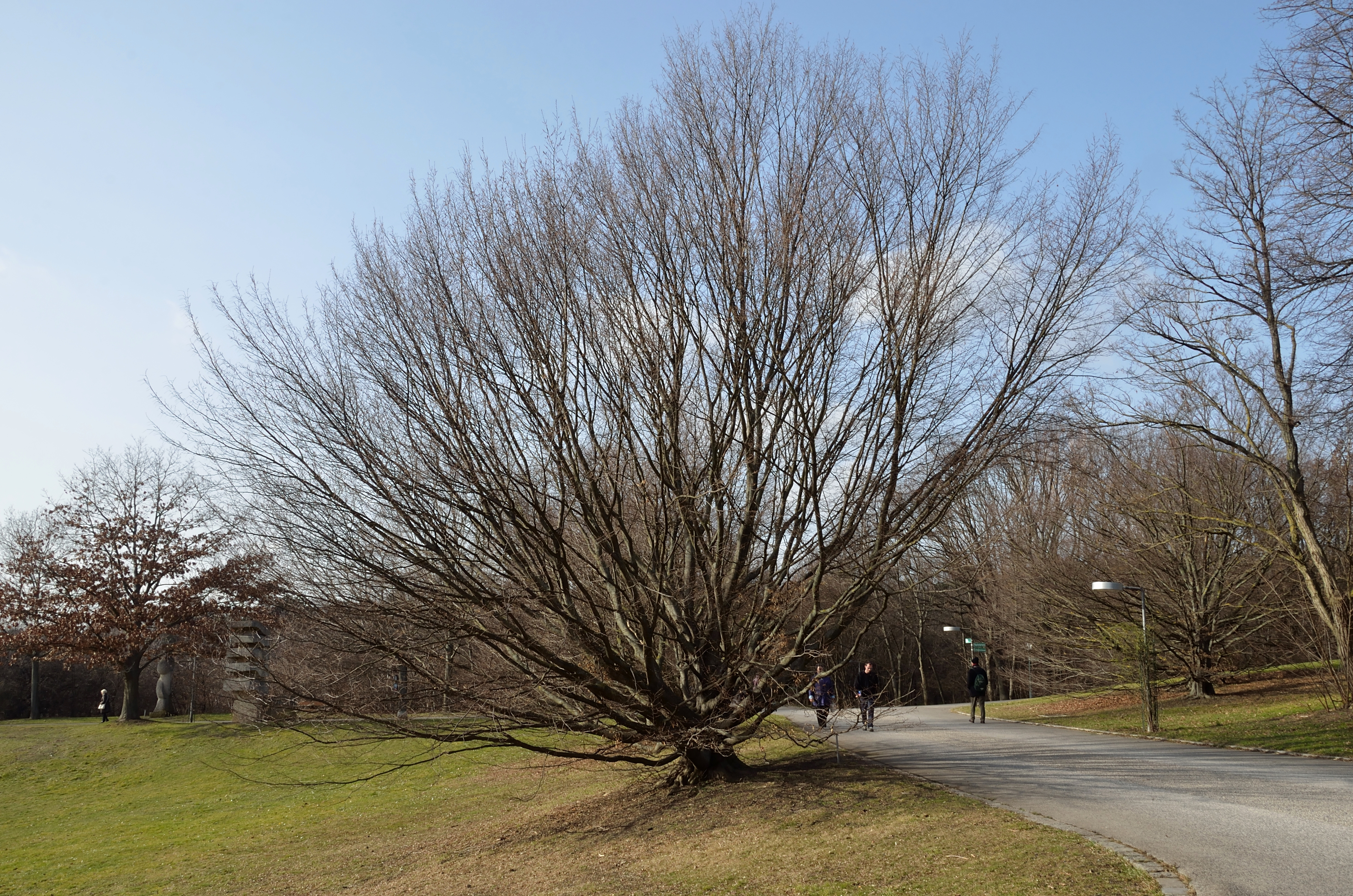
樹形C. betulus
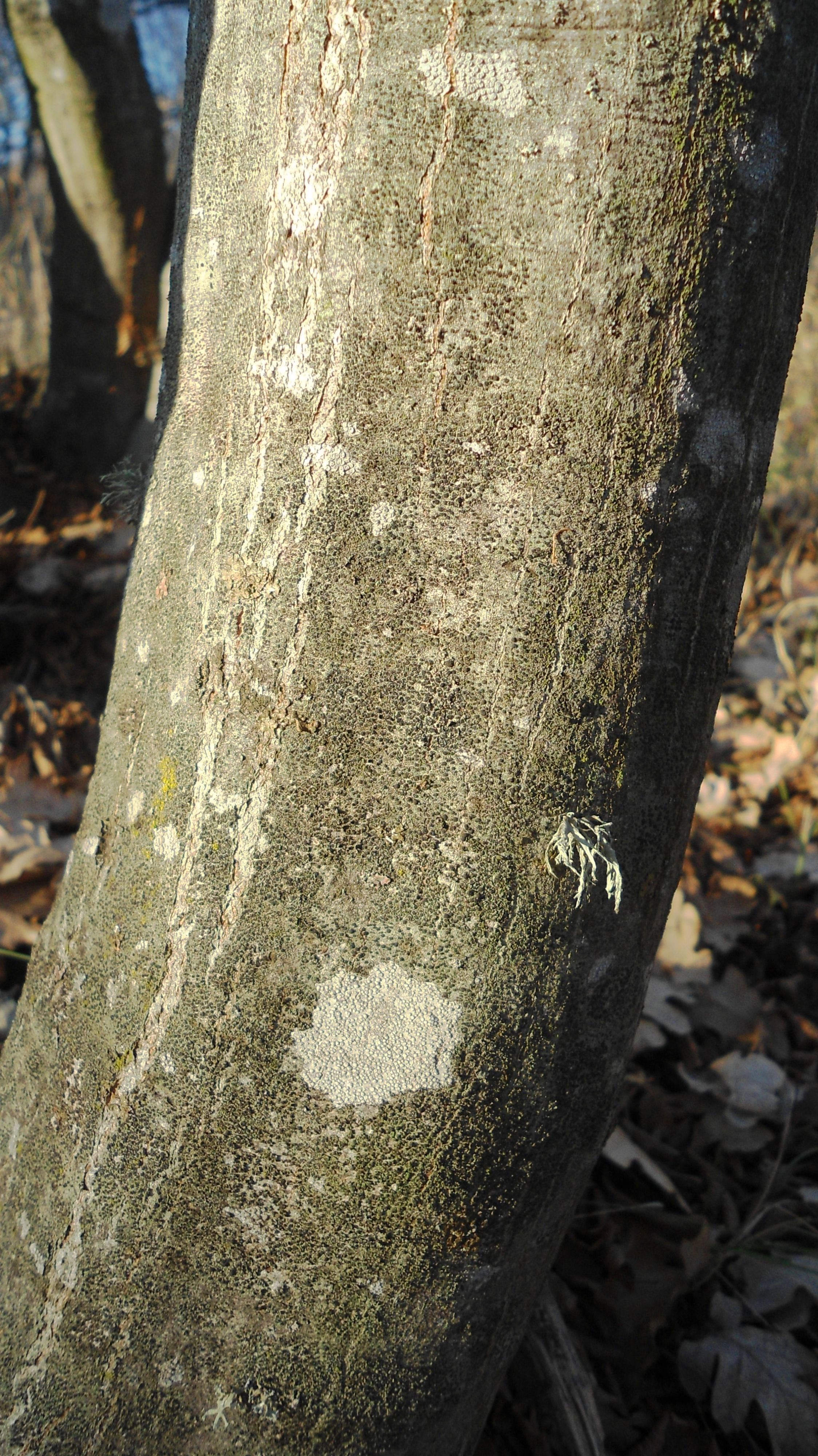
樹皮は平滑で灰色のものが多いC. orientalis
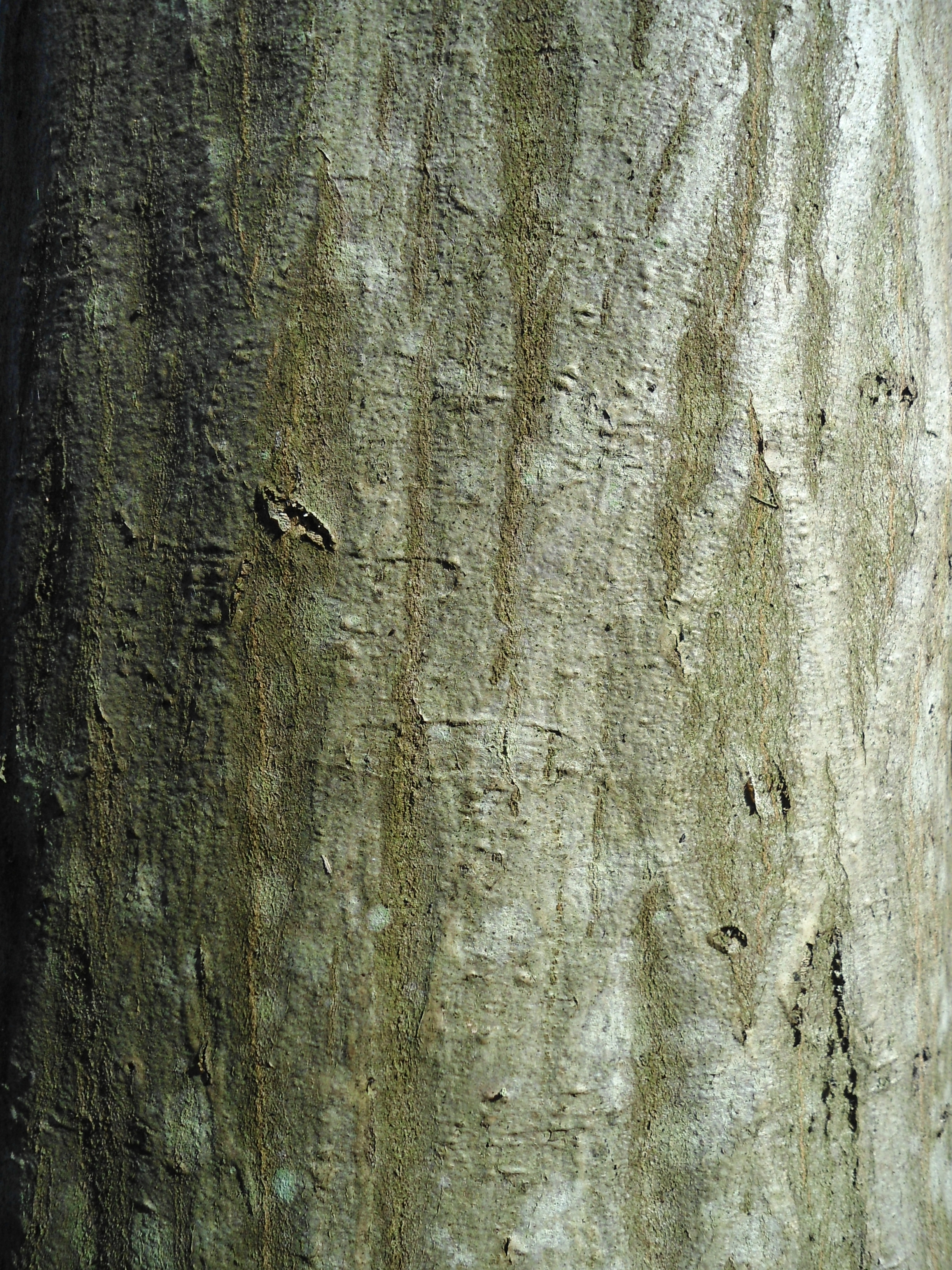
老木では割れてくる種もある C. betulus

枝は左右ジグザグに伸びる（仮軸分枝）。葉は枝に左右交互に付き（互生）、葉脈は明らかな主脈が1本あり、そこから側脈を分岐させる形（羽状脈）である。縁には明らかな鋸歯があり、しばしば二重鋸歯となる。

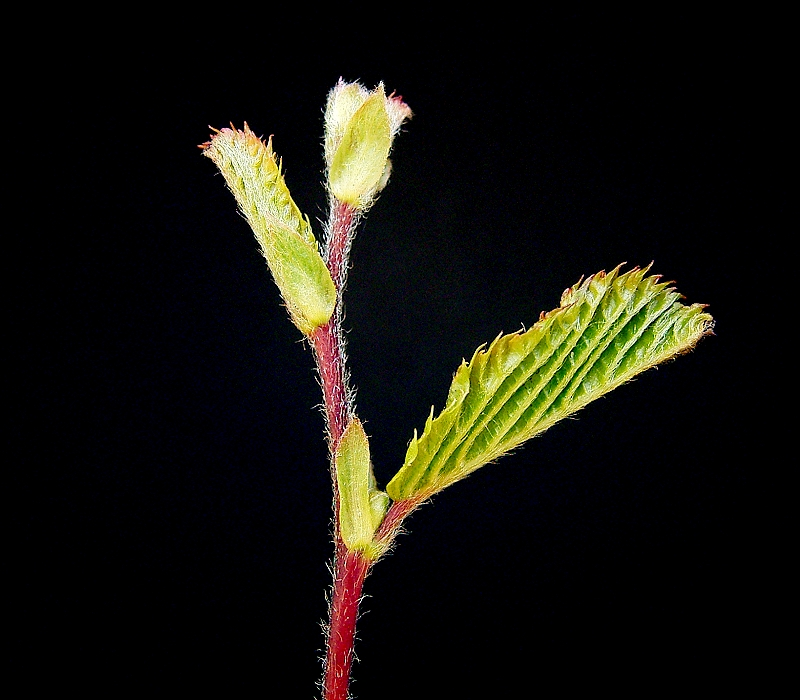
枝先
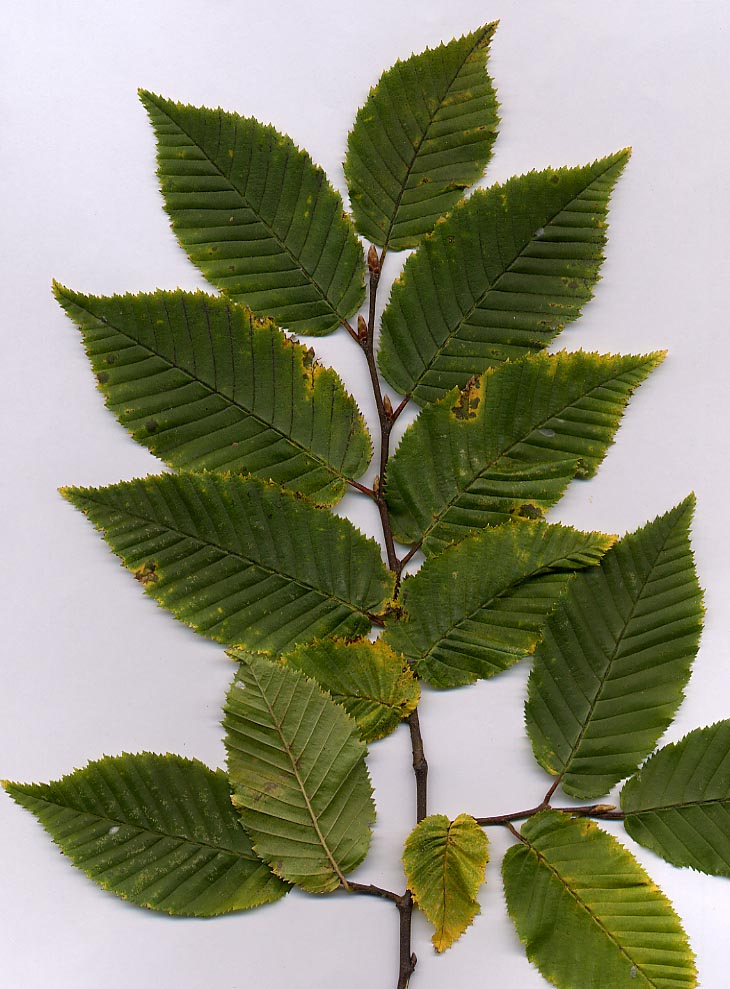
葉は互生 C. betulus

花は一つの木に雄花と雌花を両方付ける（雌雄同株）。雄花は枝の途中から垂れ下がり、雌花は新しい枝の先端に出来る（頂生）。雄花・雌花共には花穂などと呼ばれる稲穂を思わせる形で、特に雄花は稲穂に似ている。雌花は苞が発達し、ホップを思わせる形になる。苞は葉に似ており縁には鋸歯を持つ。種によって両側に鋸歯を持つもの、片側にしか鋸歯を持たないものがある。果実は外側に堅い殻を持ち（堅果）、果肉などは持たない。果実は翼を持たないが苞に包まれる。

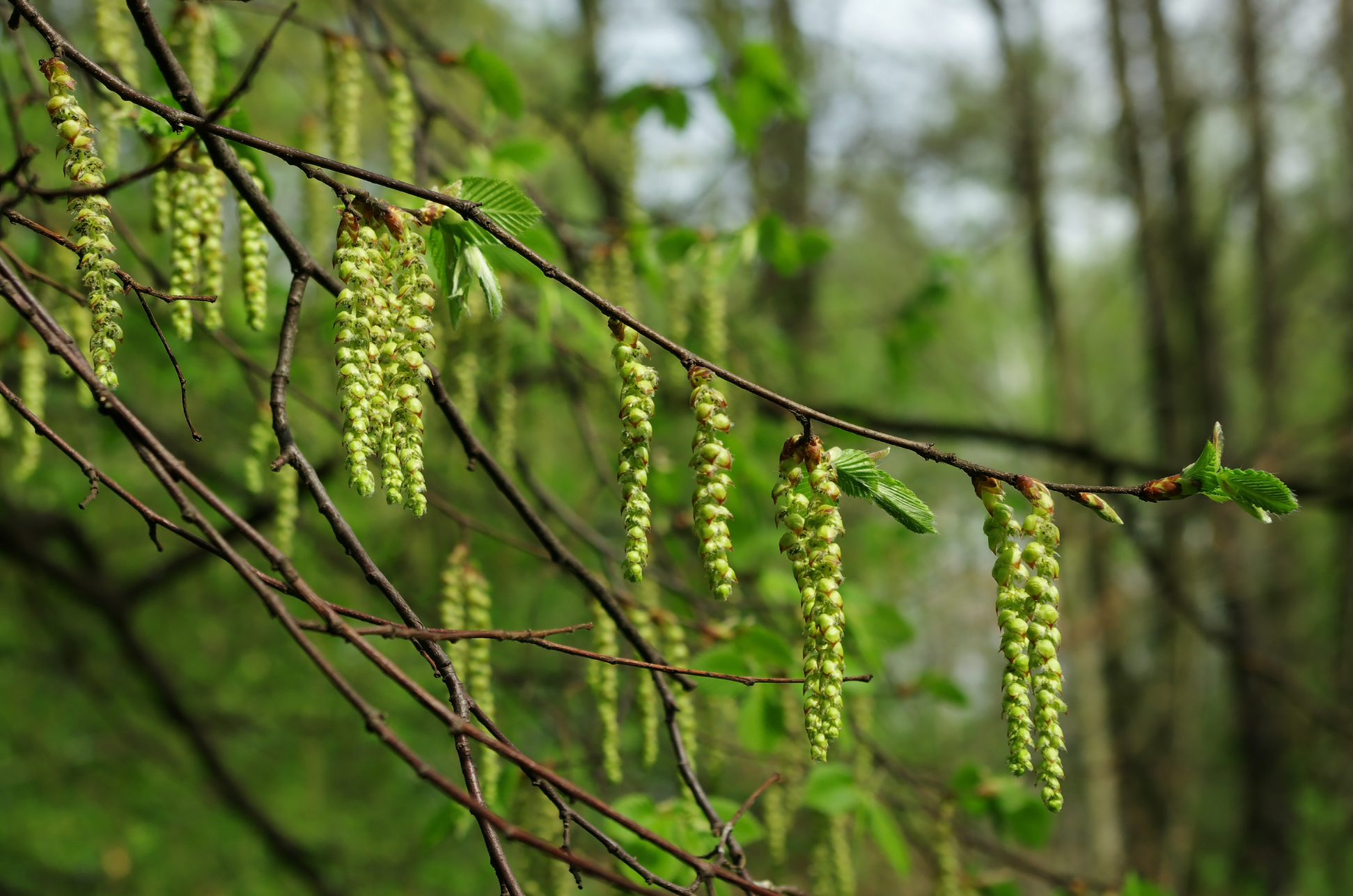
枝から垂れる雄花C. betulus
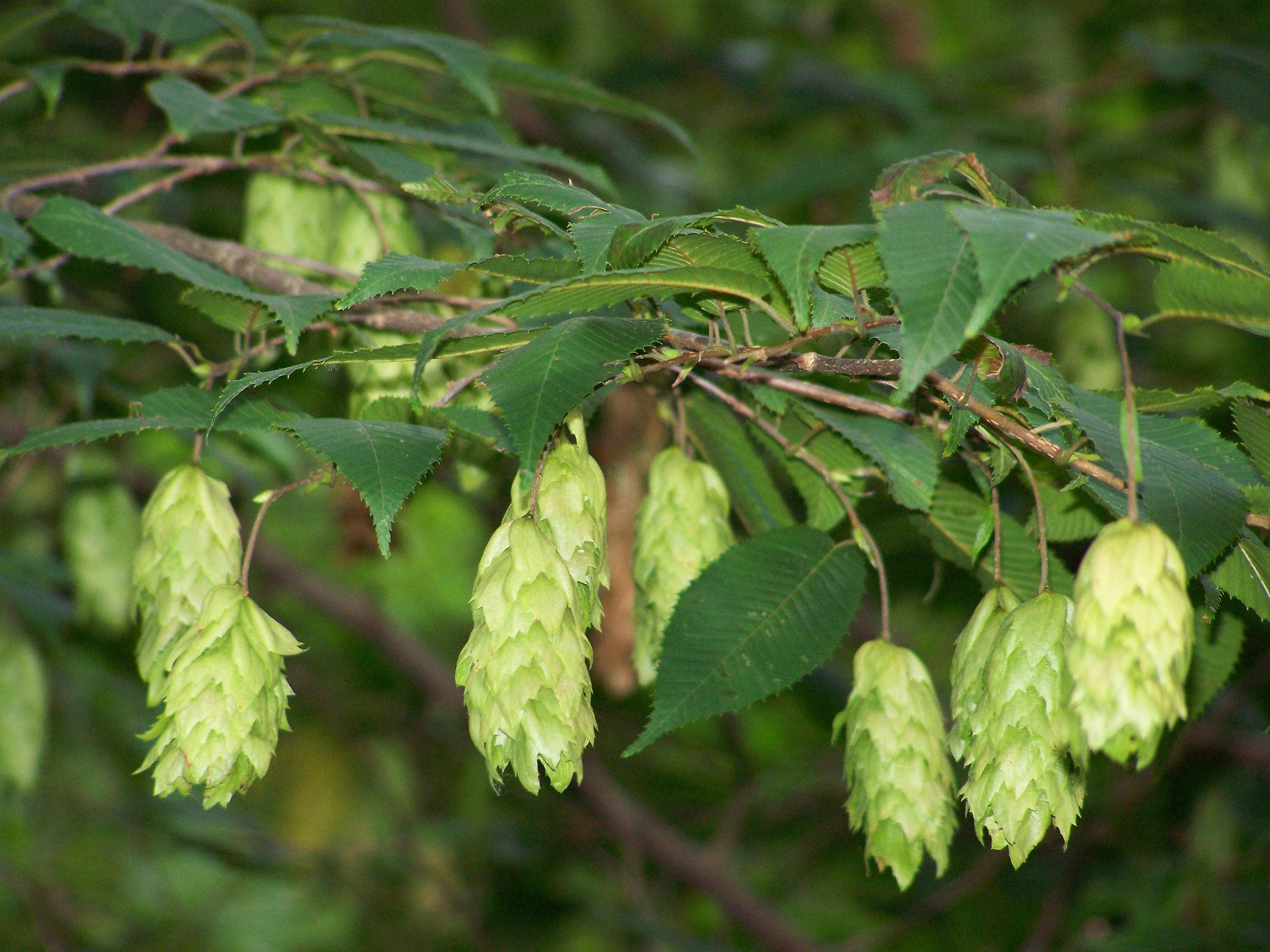
雌花はホップを思わせる C. japonica
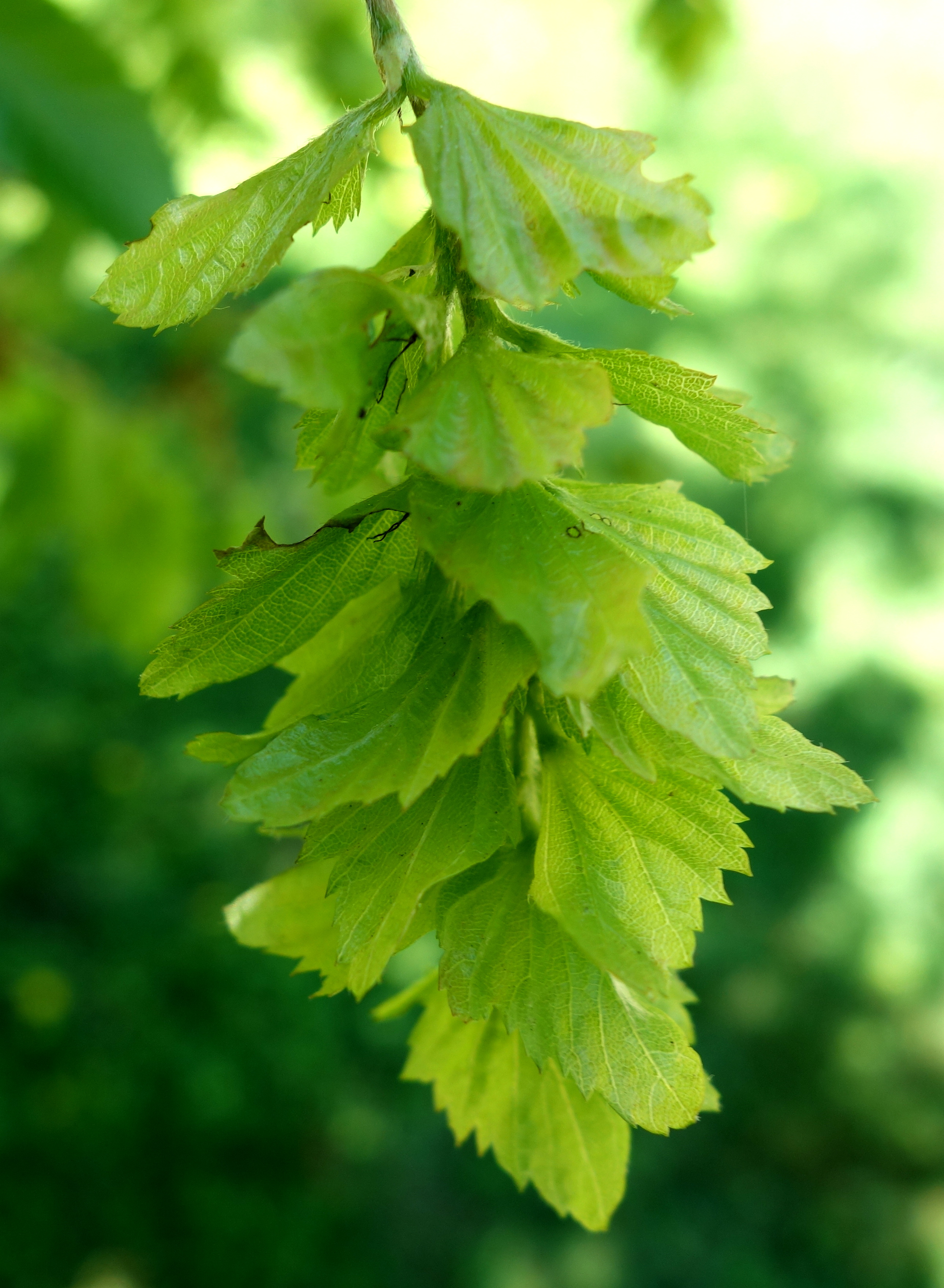
雌花拡大 C. orientalis
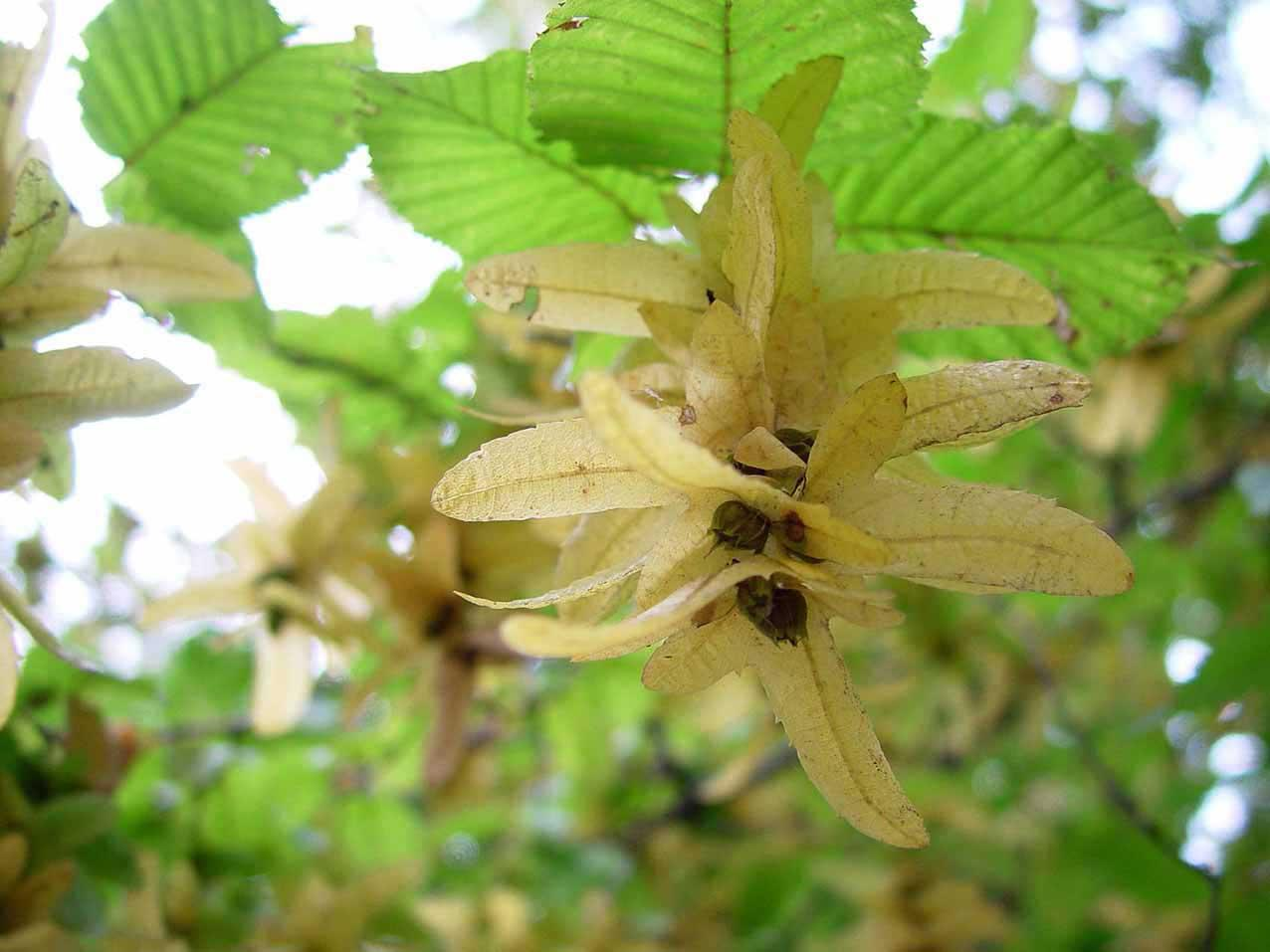
熟した果実 C. betulus
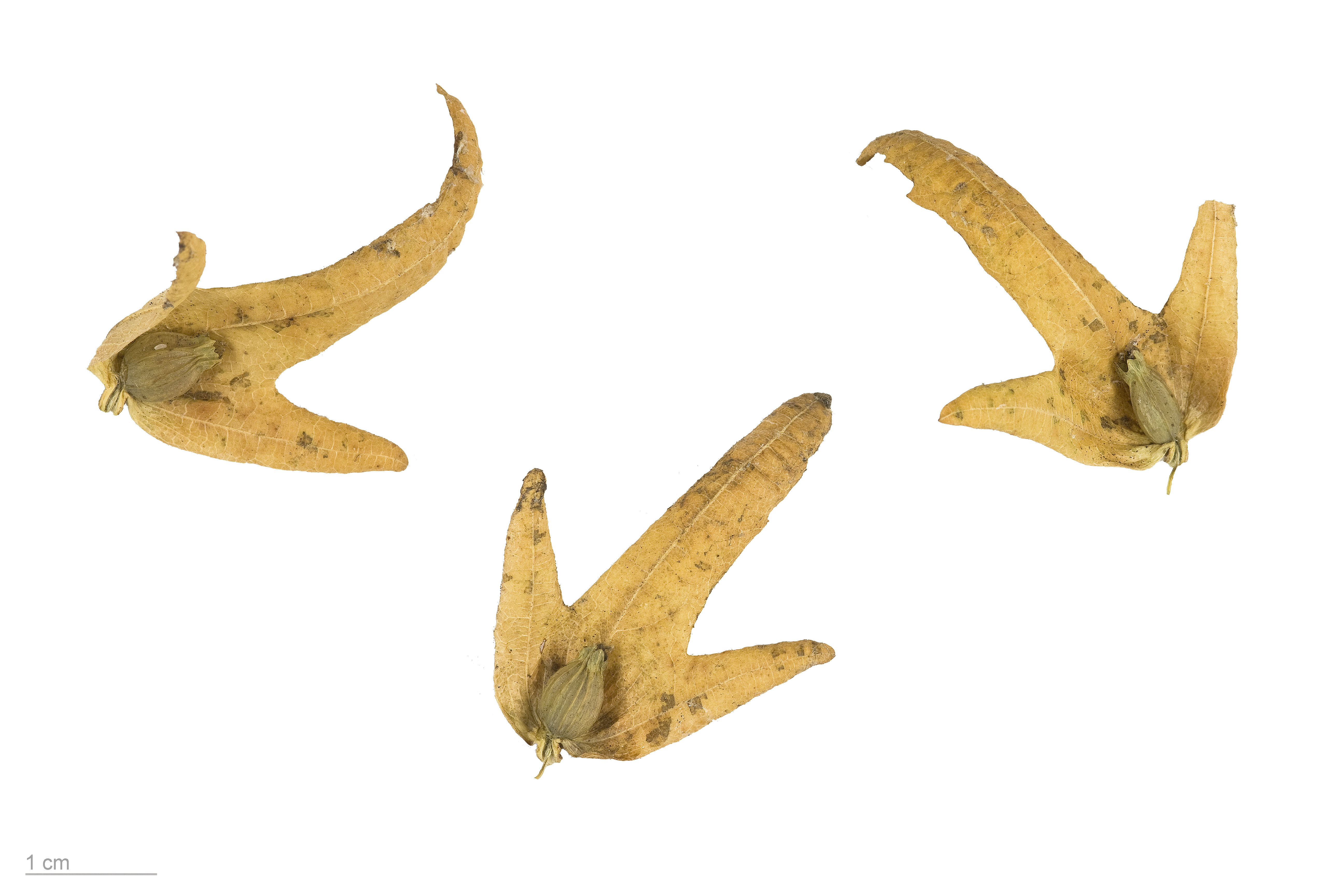
苞に包まれた堅果 C. betulus

## 生態
温帯では広葉樹林の主要な構成種の一つである。湿潤肥沃な土地を好む種が多いが、乾燥貧栄養に耐える種も知られる。
何種類もの昆虫がシデを食べて暮らしている。

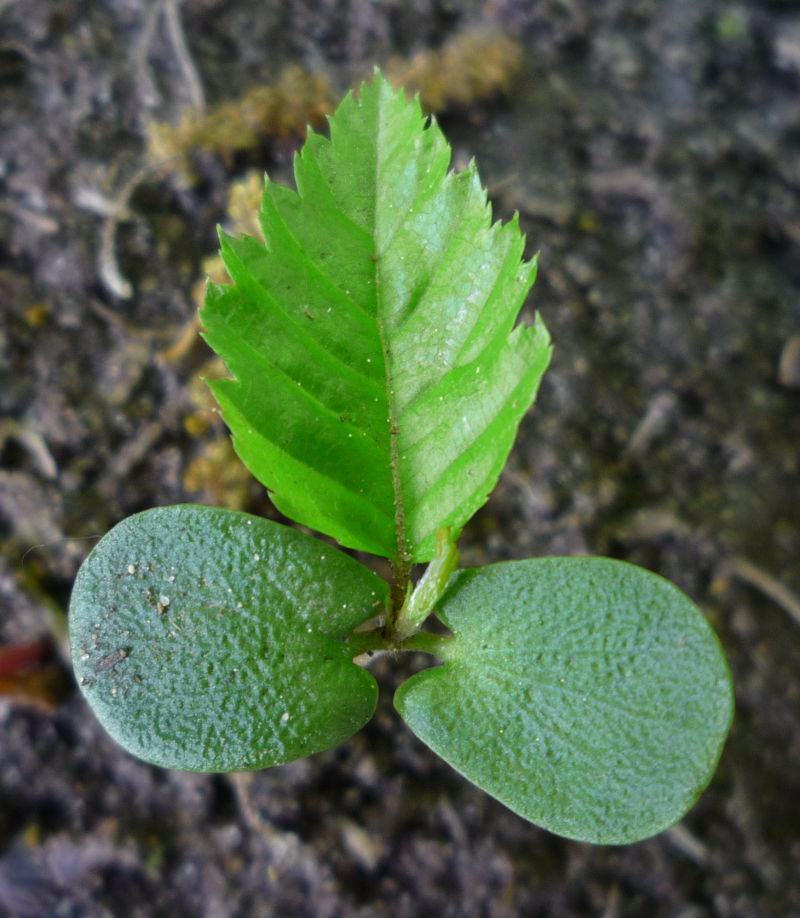
発芽したC. betulus

## 名前と分類
和名のシデは神社の注連縄、鳥居や家の神棚に垂らす四手（紙垂）と、この植物の花穂が似ていることに由来して名付けられたと言われる（林学博士の上原敬二による説）。植物学者の牧野富太郎は、シデという呼び名について、果穂が枝垂れて付くからではないか、と述べているが決定的ではない。
属の学名である Carpinus は、上原の説によればケルト語の樹 Car と、くびき pen, pix から来たもので、この材を牛の軛（くびき）に用いたことからの名であるという。もう一つはラテン語の Carpentum から来たという説もあり、二頭立ての馬車という意味があり、この材でローマ人が馬車をつくったことに由来するといわれている。
英名の Yoke tree, Yoke elm も同様に牛の軛を意味するものである。英名の別名 hornbeam は、動物の角（horn）の様な硬い木材と樹木を表す古英語「beam」に由来するとされる。中国名は鹅耳枥 (別名：鵝耳櫪) である。

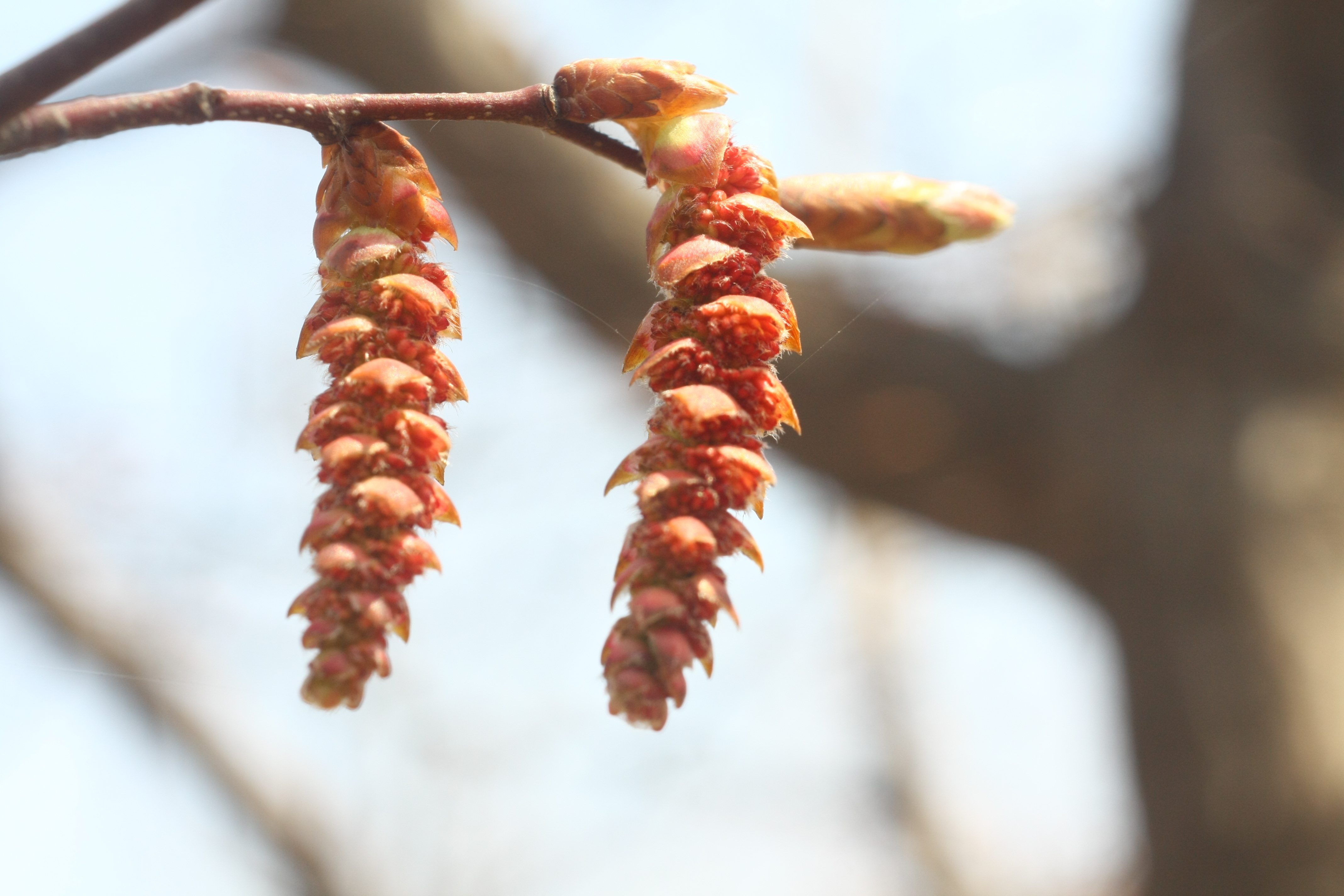
垂れる雄花 C. laxiflora
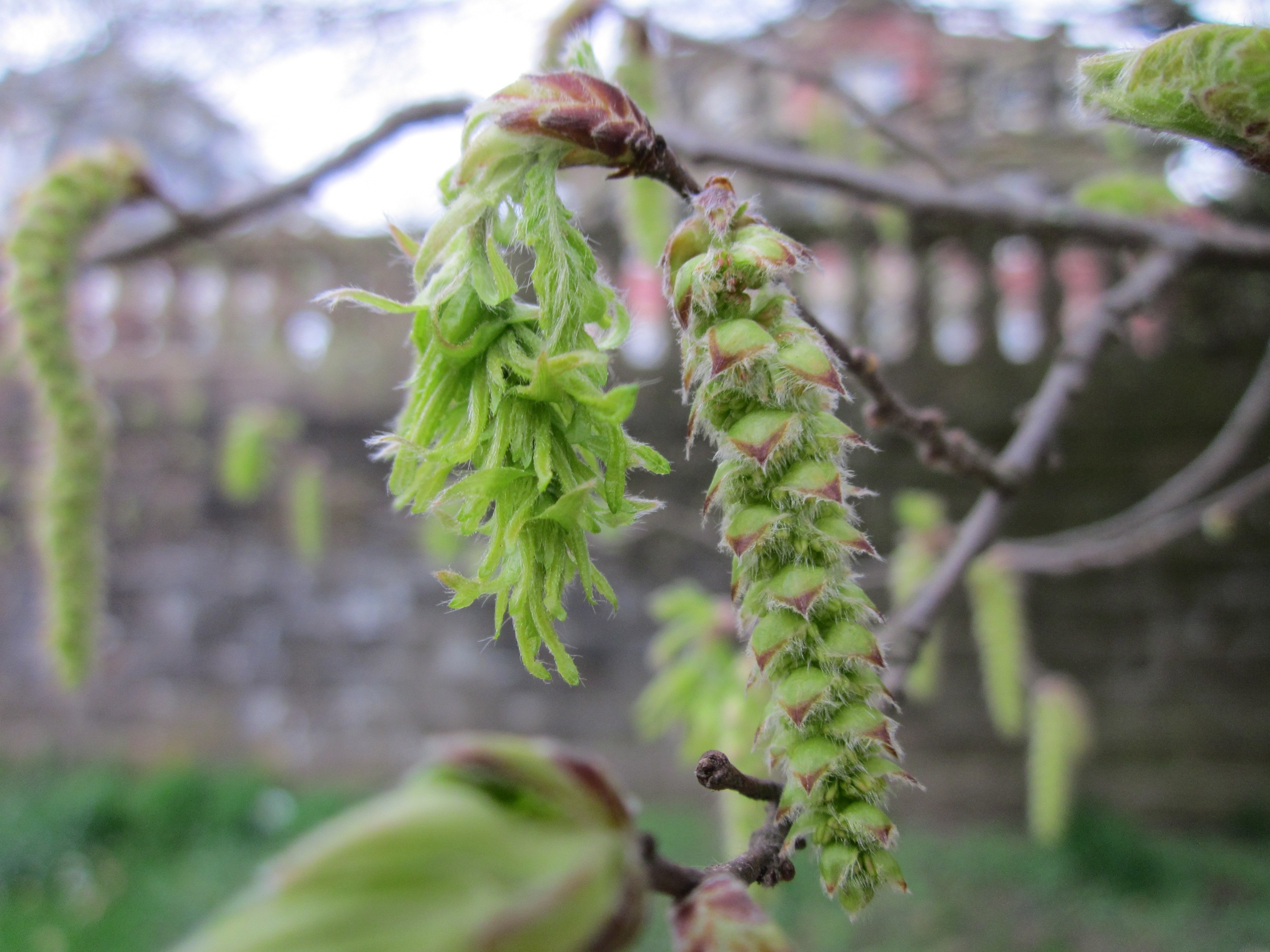
雄花（右）と雌花 C. betulus
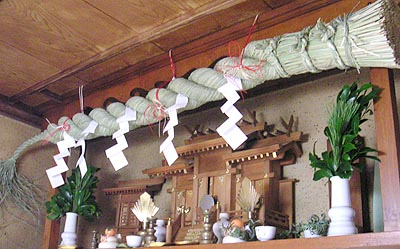
神棚の四手（紙垂）

## 利用

### 景観
街路樹に使うことがある。盆栽等にも使われる。

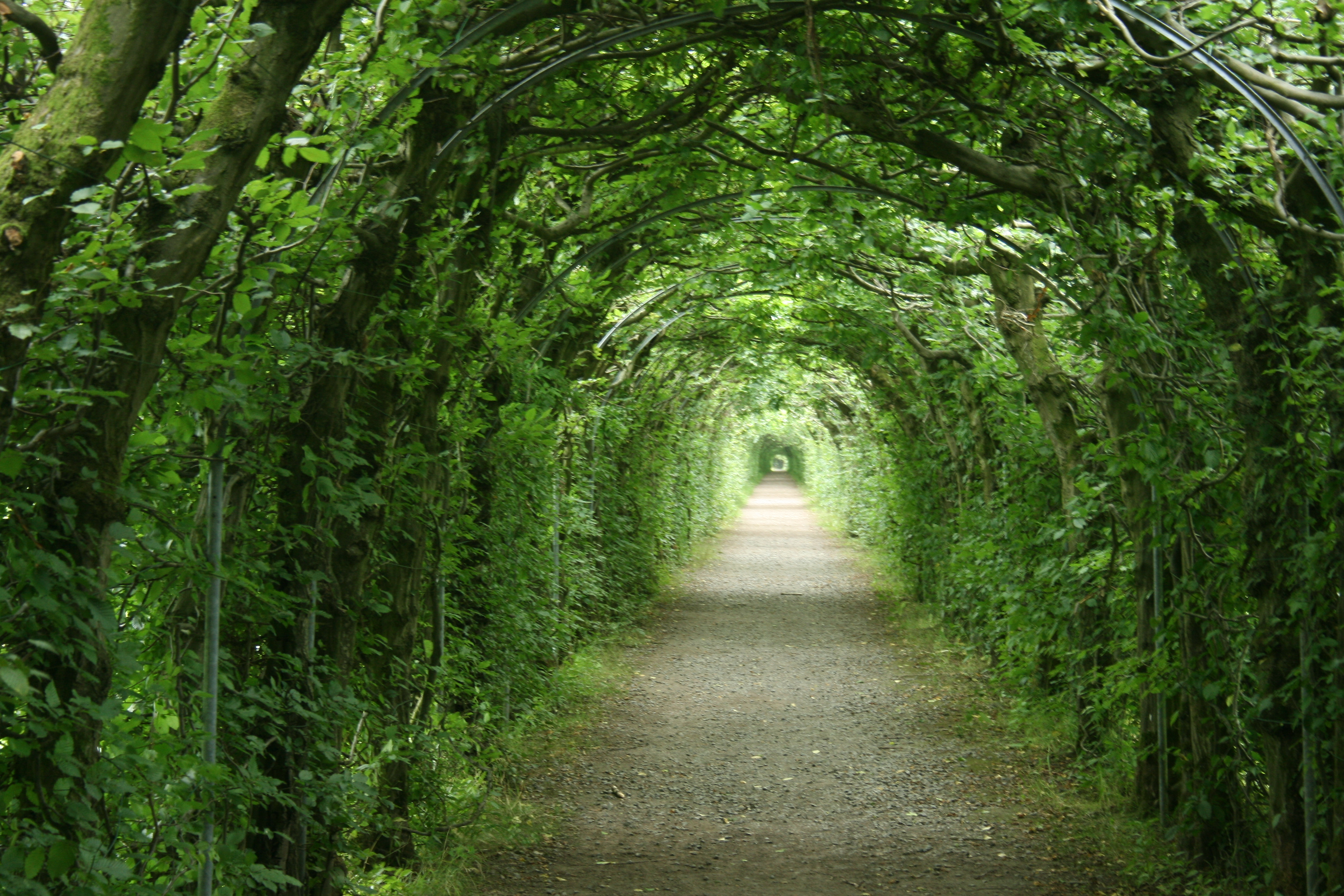
シデのトンネル。ベルギーにて

### 木材
辺材と心材の区別が不明瞭。硬く重い（比重0.7-0.8）木で狂いやすく乾燥には気を使う。ほだ木、紡績木管、農具の柄、木工玩具などに使われる。耐朽性は低く、日本国鉄ではシデを枕木として使う場合は伐採後直ちに防腐処理を行うように求めていた。

### 食用
アゼルバイジャンなどでは肉詰め料理ドルマの皮にシデの葉を使う。

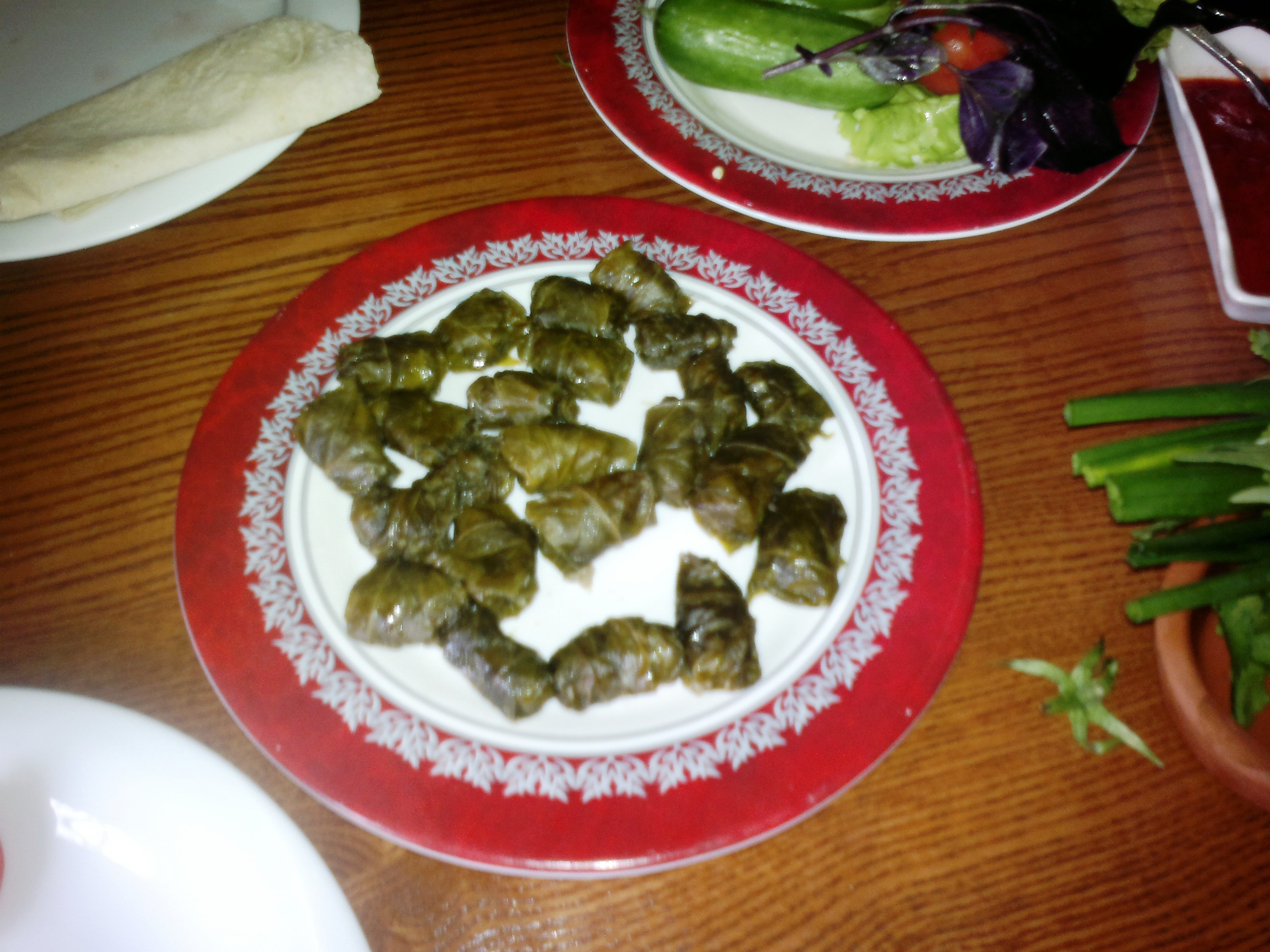
シデの葉で巻かれたドルマ

## 主な種類
北半球の温帯に30種程度が知られる。東アジア地域に多く、特に中国に多い。欧米産は少なく、ヨーロッパに2種、北アメリカに1種が知られるのみである。日本にはサワシバ、クマシデ、アカシデ、イヌシデ、イワシデの5種が分布する。
セイヨウシデ（ヨーロッパシデ） Carpinus betulus
ヨーロッパの広い範囲に分布。温暖な気候を好み、標高600m以下にナラやブナと混生している。
アメリカシデ Carpinus caroliniana
唯一アメリカ大陸に分布するシデでアメリカ東部に広く分布する。英名はブナに似ているということでblue-beech（青いブナ: アメリカシデはカバノキ科クマシデ属なので決してブナ科ブナ属のブナではないのだが、若い木の幹や枝は青みが買った灰色であるのでこう呼ぶのであろう）や木材の硬さに由来するironwood（硬い木）やmusclewood（筋肉の木）、American hornbeamなど。内陸産のものは大西洋岸産のものに比べて細長い葉を持ち変種扱いされる。アメリカの開拓民時代この枝を柄の中ほどから先方向に細く削いで先に折り曲げて柄となる枝にまとめ縛してり箒に使ったりする（参照：シートン著：「二人の小さな野蛮人」「芸術的博物学者の足跡（自叙伝）」「ウッドクラフトマニュアル」）
サワシバ Carpinus cordata
中国と日本（東日本）に分布。湿潤肥沃な土地を好み樹高12m、直径60cm程度に育つ。樹皮は灰褐色。種小名cordataは「心臓形の」の意味があり、その名の通り葉は明らかな心臓形（ハート形）、葉脈は15以上ある。
Carpinus eximia
Carpinus fargesii
Carpinus hebestrom
クマシデ Carpinus japonica
日本特産種で本州（青森県小川原湖周辺）から九州にかけて分布。葉の葉脈は多くサワシバに似るが、より細く細長い印象を与える。形も同じくハート型に成るが、サワシバが必ず全ての葉がハート型に成るのに対し、本種ではそう成らないことがしばしばある。冬芽もサワシバに比べると鋭い。
Carpinus kawakamii
台湾に分布。種小名は台湾を探検した日本人植物学者川上瀧彌（1871-1915）に由来。
アカシデ Carpinus laxiflora
中国、朝鮮半島と日本（北海道から九州）に分布。樹高15mに達する。葉脈は少なめ、全体的にイヌシデに似るが若枝は無毛で果実は果苞に抱かれるという。果苞は片側にしか鋸歯を持たない。和名の漢字表記は赤四手で枝が赤いことに因むとされる。種小名laxifloraは「疎らな花」の意味。
Carpinus orientalis
ヨーロッパ東部から中東にかけて分布。種小名orientalisは「東方の」の意味。
Carpinus putoensis
中国固有種。1930年に中国浙江省の普陀山で発見された。1株しか見つかっておらず、中国で国家一級保護絶滅危惧種に指定されている。
Carpinus rankanensis
イヌシデ Carpinus tschonoskii
中国、朝鮮半島、日本（岩手県､新潟県以南の本州､四国､九州）に分布。樹皮は平滑、アカシデに似るが若枝には毛がある。果実に対して果苞が小さく、果実はほぼ露出した形となる。果苞は片側にしか鋸歯を持たない。
イワシデ Carpinus turczaninovii
中国、朝鮮半島と日本（西日本）に分布。乾燥によく耐え岩場に生えることから漢字表記は岩四手。若枝や葉柄には毛が目立つ。葉は他種に比べると明らかに小さく2-5cm程度。